# Ibrahima N'Diaye (homme politique malien)
Pour les articles homonymes, voir Ibrahima N'Diaye et Ndiaye.
Ibrahima N'Diaye est un homme politique malien né le 2 mai 1948 à Kayes (Mali) et mort le 6 juin 2025 à Tunis. Il est maire du district de Bamako, secrétaire général en 1994 puis, en 1999 vice-président du parti Adéma-Pasj. Il est ministre de l’Emploi dès 2007.

## Biographie
Après des études fondamentales dans sa ville natale, Ibrahima N'Diaye a poursuivi ses études à l'École normale secondaire (ENSEC) de Bamako. Il y obtient un diplôme de maître du second cycle en mathématiques et sciences physiques. 
Il enseigne dans un second cycle à Kayes et à Kéniéba ainsi qu’à l'Institut des jeunes aveugles du Mali à Bamako.
Il poursuit ensuite des études supérieures en France, à l'université Bordeaux-II entre 1982 et 1983, puis à l’université Paris-Nanterre entre 1983 et 1987. Il est titulaire d’une licence et d’une maîtrise en sciences de l'éducation, d'un DEA en psychologie sociale et d’un diplôme d'études universitaires supérieures de l'éducation.
Ibrahima N'Diaye a été maire du district de Bamako entre 1998 et 2003. Membre de l’Adéma-Pasj, il en a été secrétaire général entre 1994 et 1999 avant d’en devenir vice-président depuis 1999.
Après avoir dirigé l’Agence nationale pour l’emploi (ANPE), il est nommé ministre de l’Emploi et de la Formation professionnelle dans le gouvernement de Modibo Sidibé du 3 octobre 2007. Il est maintenu à ce poste lors du remaniement du 9 avril 2009.

## Œuvres
- 1996 : ADEMA/PASJ, Le parti de l’avenir, Éditions Afrique Presse
- 1998 : Les élections de 1997 : résultats, réflexions, défis à notre culture démocratique, Éditions Jamana